# José Caetano Ferreira de Aguiar
José Caetano Ferreira de Aguiar (século XVIII — 27 de julho de 1836) foi um sacerdote católico e político brasileiro, senador do Império do Brasil de 1826 a 1836.